# Mollami (film)
Mollami è un film del 2019 diretto da Matteo Gentiloni.
Il film è stato presentato in anteprima alla Festa del Cinema di Roma 2019, nella sezione Alice nella città.

## Trama
Valentina ha una dipendenza dal pcp, un allucinogeno che consuma regolarmente, e un trauma nel passato, legato alla morte del fratello. 
Dopo essere finita ancora una volta fuori controllo, diffondendo un suo video hard, a 17 anni viene mandata dal padre in una clinica riabilitativa. 
Ma la ragazza non ha alcuna intenzione di finire in rehab, nonostante sappia perfettamente di avere qualcosa che non va: non ha amici, odia tutti ed è convinta di essere seguita da Renato, un mostro cornuto dalla pelliccia blu.